# 2. HOL za žene 2002./03.
Druga hrvatska odbojkaška liga za žene za sezonu 2002./03. je predstavljala drugi rang odbojkaškog prvenstva Hrvatske za žene. Ligu su činila trideset i tri kluba raspoređenih u četiri skupine - Istok, Centar, Zapad i Jug.

## Ljestvice

### Centar
| mj.                            | klub                        | ut. | pob. | por. | set+ | set- | bod. |
| ------------------------------ | --------------------------- | --- | ---- | ---- | ---- | ---- | ---- |
| 1.                             | Mladost (Duga Resa)         | 10  | 10   | 0    | 30   | 3    | 30   |
| 2.                             | Don Bosco (Zagreb)          | 10  | 7    | 3    | 27   | 21   | 22   |
| 3.                             | Pribislavec (Pribislavec)   | 10  | 5    | 5    | 19   | 22   | 13   |
| 4.                             | VPŠ (Zagreb)                | 10  | 4    | 6    | 17   | 22   | 11   |
| 5.                             | Sisak (Sisak)               | 10  | 3    | 7    | 13   | 24   | 9    |
| 6.                             | Čakovec (Čakovec)           | 10  | 1    | 9    | 13   | 27   | 3    |
| 7.*                            | Mladost Lipovac II (Zagreb) | 12  | 10   | 2    | 30   | 7    | 28   |
| * nastupali izvan konkurencije |                             |     |      |      |      |      |      |

### Istok
| mj.                            | klub                            | ut. | pob. | por. | set+ | set- | bod. |
| ------------------------------ | ------------------------------- | --- | ---- | ---- | ---- | ---- | ---- |
| 1.                             | Čepin (Čepin)                   | 10  | 9    | 1    | 29   | 5    | 28   |
| 2.                             | Belišće (Belišće)               | 10  | 7    | 3    | 24   | 14   | 19   |
| 3.                             | Donji Miholjac (Donji Miholjac) | 10  | 4    | 6    | 15   | 19   | 13   |
| 4.                             | Slavija                         | 8   | 4    | 4    | 14   | 14   | 12   |
| 5.                             | Nova Gradiška (Nova Gradiška)   | 10  | 4    | 6    | 13   | 21   | 12   |
| 6.                             | Matija Mesić (Slavonski Brod)   | 8   | 0    | 8    | 0    | 24   | 0    |
| 7.*                            | Vibrobeton II (Vinkovci)        | 13  | 10   | 3    | 33   | 16   | 28   |
| 8.*                            | Pivovara Osijek II (Osijek)     | 14  | 7    | 7    | 26   | 25   | 21   |
| * nastupali izvan konkurencije |                                 |     |      |      |      |      |      |

### Jug
| mj.                            | klub                             | ut. | pob. | por. | set+ | set- | bod. |
| ------------------------------ | -------------------------------- | --- | ---- | ---- | ---- | ---- | ---- |
| 1.                             | Cvjeta Zuzorić (Dubrovnik)       | 10  | 10   | 0    | 30   | 2    | 30   |
| 2.                             | Zadar (Zadar)                    | 10  | 7    | 3    | 23   | 15   | 19   |
| 3.                             | Marina Giričić (Kaštel Gomilica) | 10  | 5    | 5    | 19   | 17   | 15   |
| 4.                             | Sinj (Sinj)                      | 10  | 5    | 5    | 16   | 17   | 14   |
| 5.                             | Makarska (Makarska)              | 10  | 3    | 7    | 13   | 22   | 11   |
| 6.                             | Mladost 2000 (Knin)              | 10  | 0    | 10   | 0    | 30   | 0    |
| 7.*                            | Kaštela II (Kaštel Stari)        | 14  | 10   | 4    | 34   | 17   | 31   |
| 8.*                            | Split 1700 II (Split)            | 14  | 8    | 6    | 30   | 27   | 22   |
| * nastupali izvan konkurencije |                                  |     |      |      |      |      |      |

### Zapad
| mj. | klub                        | ut. | pob. | por. | set+ | set- | bod. |
| --- | --------------------------- | --- | ---- | ---- | ---- | ---- | ---- |
| 1.  | Poreč (Poreč)               | 18  | 18   | 0    | 54   | 5    | 53   |
| 2.  | Rovinj (Rovinj)             | 18  | 14   | 4    | 46   | 18   | 42   |
| 3.  | Marčana (Marčana)           | 18  | 14   | 4    | 47   | 20   | 41   |
| 4.  | Grobničar (Rijeka)          | 18  | 13   | 5    | 43   | 19   | 39   |
| 5.  | Riječina (Rijeka - Dražice) | 18  | 11   | 7    | 38   | 27   | 32   |
| 6.  | Sušak (Rijeka)              | 18  | 7    | 11   | 32   | 36   | 21   |
| 7.  | Veli Vrh (Pula)             | 18  | 6    | 12   | 22   | 39   | 18   |
| 8.  | Tar (Tar)                   | 18  | 4    | 14   | 18   | 41   | 14   |
| 9.  | Buje (Buje)                 | 18  | 3    | 15   | 13   | 45   | 9    |
| 10. | Sv. Lovreč (Sveti Lovreč)   | 18  | 0    | 18   | 1    | 54   | 0    |

### Kvalifikacije za 1. ligu
| mj. | klub                       | ut. | pob. | por. | set+ | set- | bod. |
| --- | -------------------------- | --- | ---- | ---- | ---- | ---- | ---- |
| 1.  | Cvjeta Zuzorić (Dubrovnik) | 4   | 3    | 1    | 10   | 4    | 6    |
| 2.  | Poreč (Poreč)              | 4   | 2    | 2    | 7    | 6    | 4    |
| 3.  | Mladost (Duga Resa)        | 4   | 1    | 3    | 3    | 10   | 2    |

## Unutarnje poveznice
- Prva liga 2002./03.